# Aloha plectranthi
Aloha plectranthi är en insektsart som beskrevs av Frederick Arthur Godfrey Muir 1916. Aloha plectranthi ingår i släktet Aloha och familjen sporrstritar. Inga underarter finns listade i Catalogue of Life.